# Cirsium glaberrimum
Cirsium glaberrimum là một loài thực vật có hoa trong họ Cúc. Loài này được (Petr.) Petr. mô tả khoa học đầu tiên năm 1973.